# Coules
Der Coules (französisch: Ruisseau de Coules) ist ein kleiner Fluss im Süden von Frankreich, der im Département Tarn der Region Okzitanien nordöstlich der Stadt Albi verläuft.

## Geografie

### Verlauf
Der Coules entspringt im nordöstlichen Gemeindegebiet von Saussenac, entwässert generell in südwestlicher Richtung und mündet nach rund 15 Kilometern im Gemeindegebiet von Lescure-d’Albigeois als rechter Nebenfluss in den Tarn.

### Orte am Fluss
(Reihenfolge in Fließrichtung)
- Le Gouty, Gemeinde Saussenac
- Les Hermes, Gemeinde Saussenac
- Les Jonquières, Gemeinde Valderiès
- Le Bousquet Bas, Gemeinde Lescure-d’Albigeois
- La Martinié, Gemeinde Le Garric
- Lescure-d’Albigeois